# United States Capitol Police

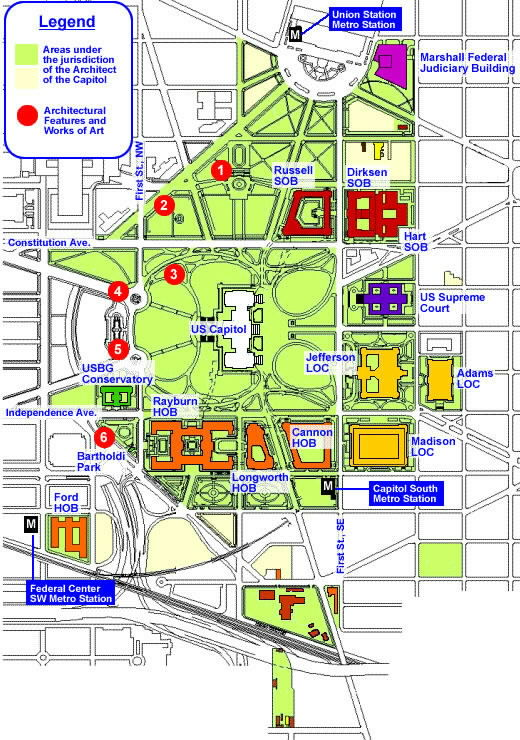
United States Capitol Complex är området där United States Capitol Police har sin primära jurisdiktion.

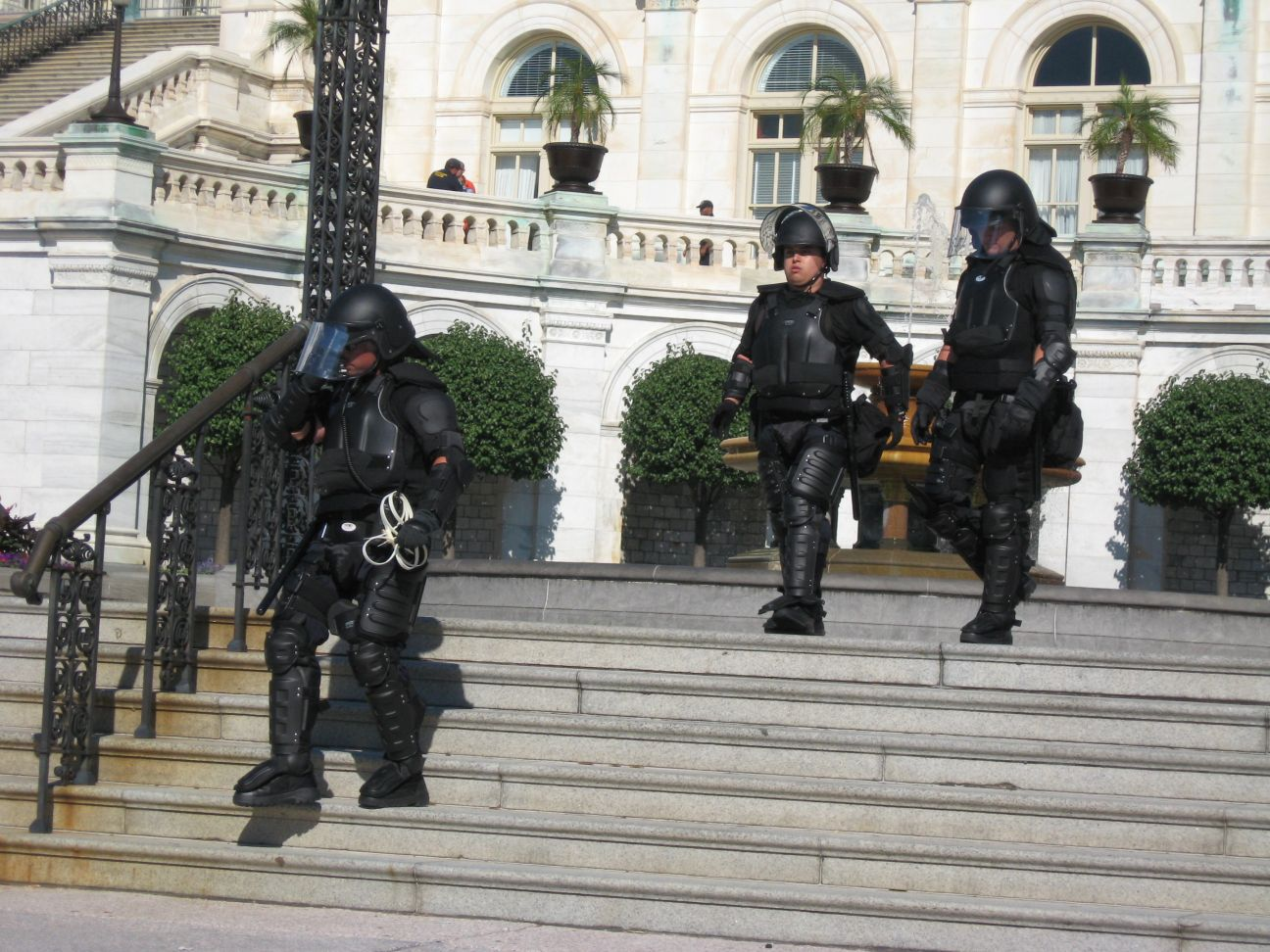
Beväpnad polis utanför kongressbyggnaden 2007

United States Capitol Police (USCP) är en amerikansk federal polismyndighet som utför polisiära- och bevakningstjänster för området där USA:s kongress (United States Capitol Complex) är belägen i Washington, D.C.
USCP ansvarar också för kongressledamöternas personskydd.

## Historik
US Capitol Police spårar sina rötter till anställningen av vakten John Golding år 1801, när USA:s kongress flyttade från Philadelphia i Pennsylvania till Washington D.C. Myndigheten inrättades formellt 1828 av kongressen efter en rad incidenter, bland annat att en av John Quincy Adams söner attackerats inne i kongressbyggnaden 1827.
Capitol Police var fram till 1990-talet snarare en ett vaktbolag än en polisstyrka. Sedan dess har flera händelser i USA utlöst en genomgripande förändring och utökning: Bombdådet i Oklahoma City, en beväpnad mans försök att storma ett tjänsterum för en ledamot av Representanthuset 1998, 11 september-attackerna samt de därefter följande breven som innehöll mjältbrandsbakterier som skickades till kongressledamöter. Fram till mitten av 1990-talet var kongressen fortfarande en förhållandevis tillgänglig institution, men efter de ovan nämnda händelserna har säkerheten skärps och sedan 1990-talet har USCP:s personalstyrka nära nog tredubblats.
År 2003 infogades den tidigare särskilda polisstyrkan för kongressbiblioteket, Library of Congress Police, i U.S. Capitol Police.

## Organisation och uppgift
Capitol Police lyder under USA:s kongress och finansieras med federala medel, som direkt beviljas av kongressen. Capitol Police leds av en polischef som ansvarar inför en särskild polisstyrelse, Capitol Police Board. Capitol Police Board består av tre ledamöter: de två säkerhetsansvariga tjänstemännen (Sergeant-at-Arms) i senaten respektive representanthuset samt Architect of the Capitol (fastighetschefen).
Dess primära uppgift är att upprätthålla säkerhet inom ett geografiskt område på 109 hektar, framför allt Kapitoliumkomplexet, som upptar 23 hektar mark (United States Capitol Complex). Capitol Police har omfattande resurser i förhållande till deras relativt begränsade uppdrag, inklusive en egen enhet för bombskydd, en underrättelseenhet, en enhet för farliga ämnen och en personskyddsenhet. Dess poliser är utbildade för att hantera stora folkmassor och har egen kravallutrustning och förstärkningsvapen. Styrkan samtränar med FBI:s "Joint Terrorism Task Forces".

## Säkerhetssammanbrottet den 6 januari 2021
I samband med stormningen av Kapitolium den 6 januari 2021 av anhängare till den sittande presidenten Donald Trump klarade inte polisstyrkan att hindra demonstranterna. En folkmobb trängde på eftermiddagen snabbt igenom poliskedjan utanför Kapitolium, varefter några hundra personer trängde in genom dörrar och fönster i byggnaden och befann sig sedan i huset under några timmar. De kunde evakueras först efter att man begärt förstärkning från delstatspolisen och nationalgardet i Virginia.
En polisman avled senare på sjukhus av skador han fått i samband med stormningen. En polisman ur Capitol Police sköt också ihjäl en kvinnlig demonstrant, som försökte klättra in genom en sönderslagen glassruta i en låst korridor där talmannens tjänsterum är belägen.
Stormningen av kongressbyggnaden och USCP:s misslyckande att förhindra det från att hända ledde till att chefen för Capitol Police, samt de båda säkerhetsansvariga tjänstmännen i senaten och i representanthuset, lämnade sina tjänster.

## Bildgalleri

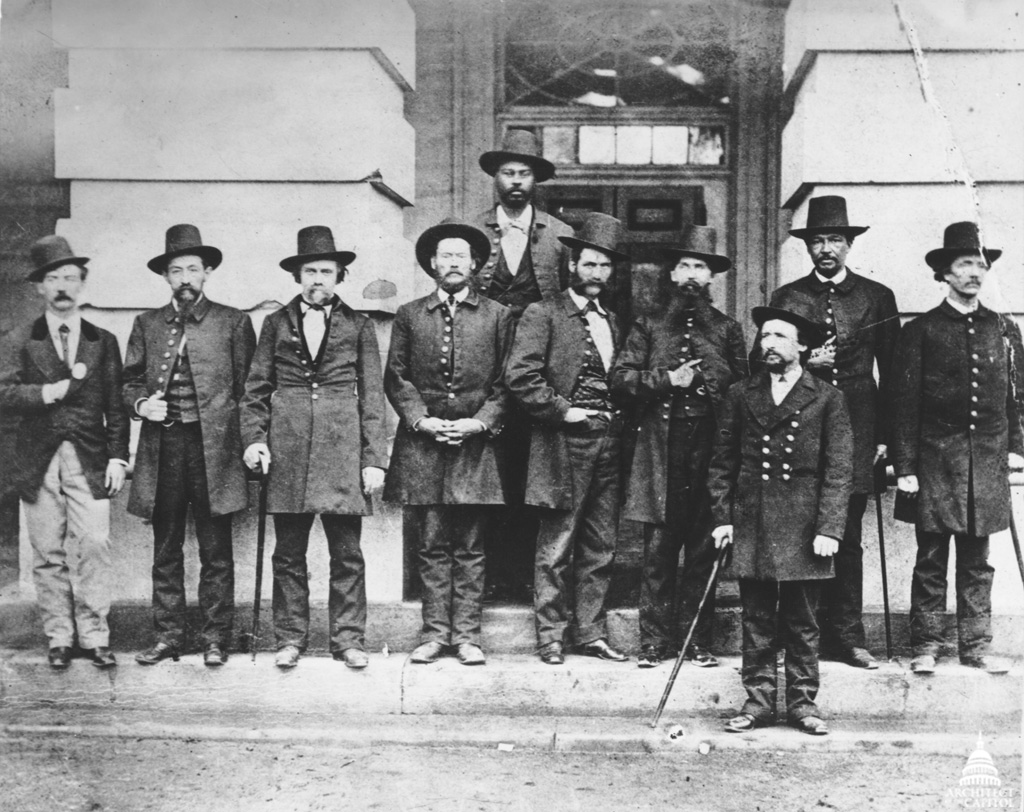
Poliser ur Capitol Police anno 1854
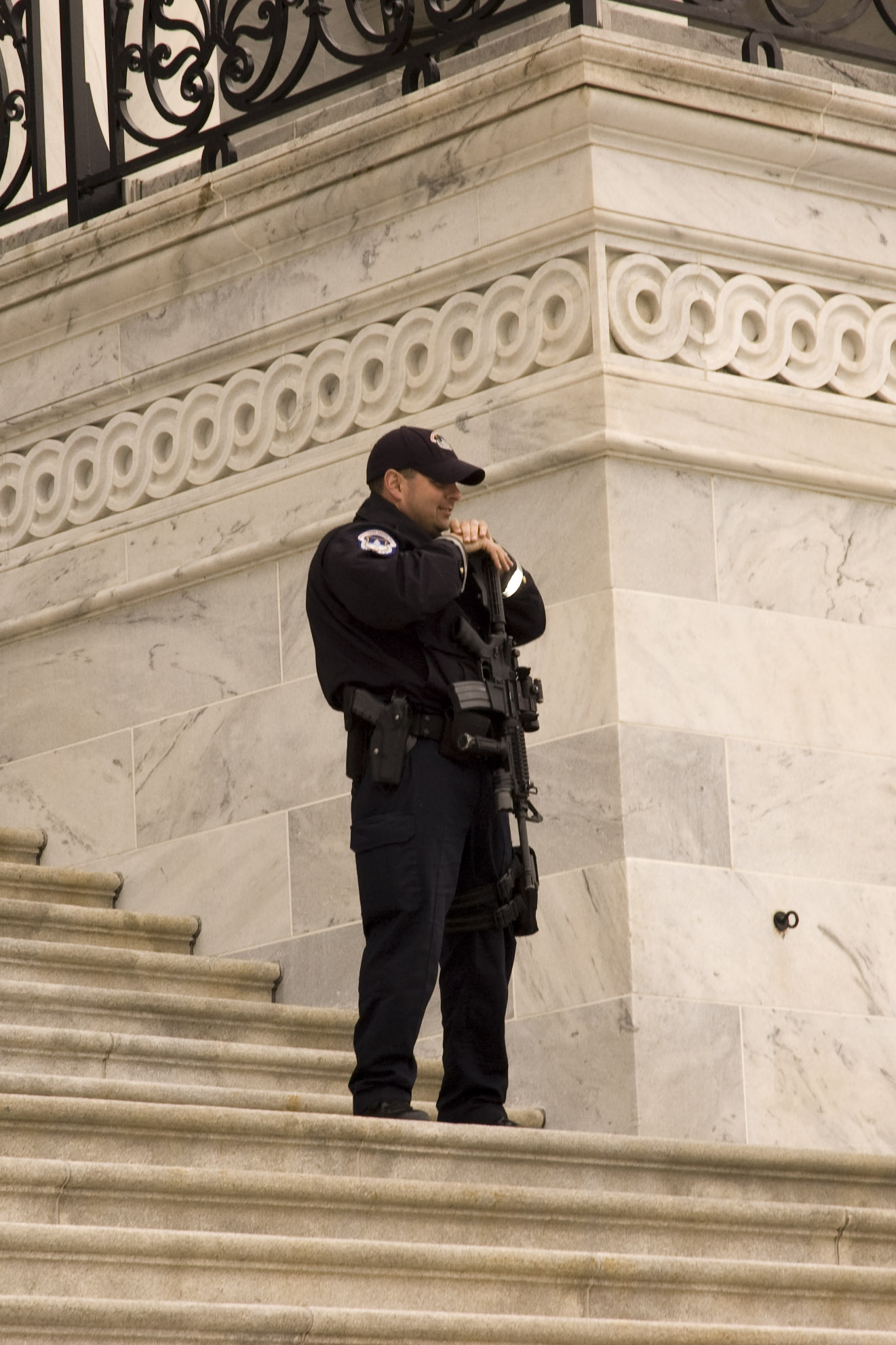
Polisman tillhörande USCP på vakt utanför Kapitolium
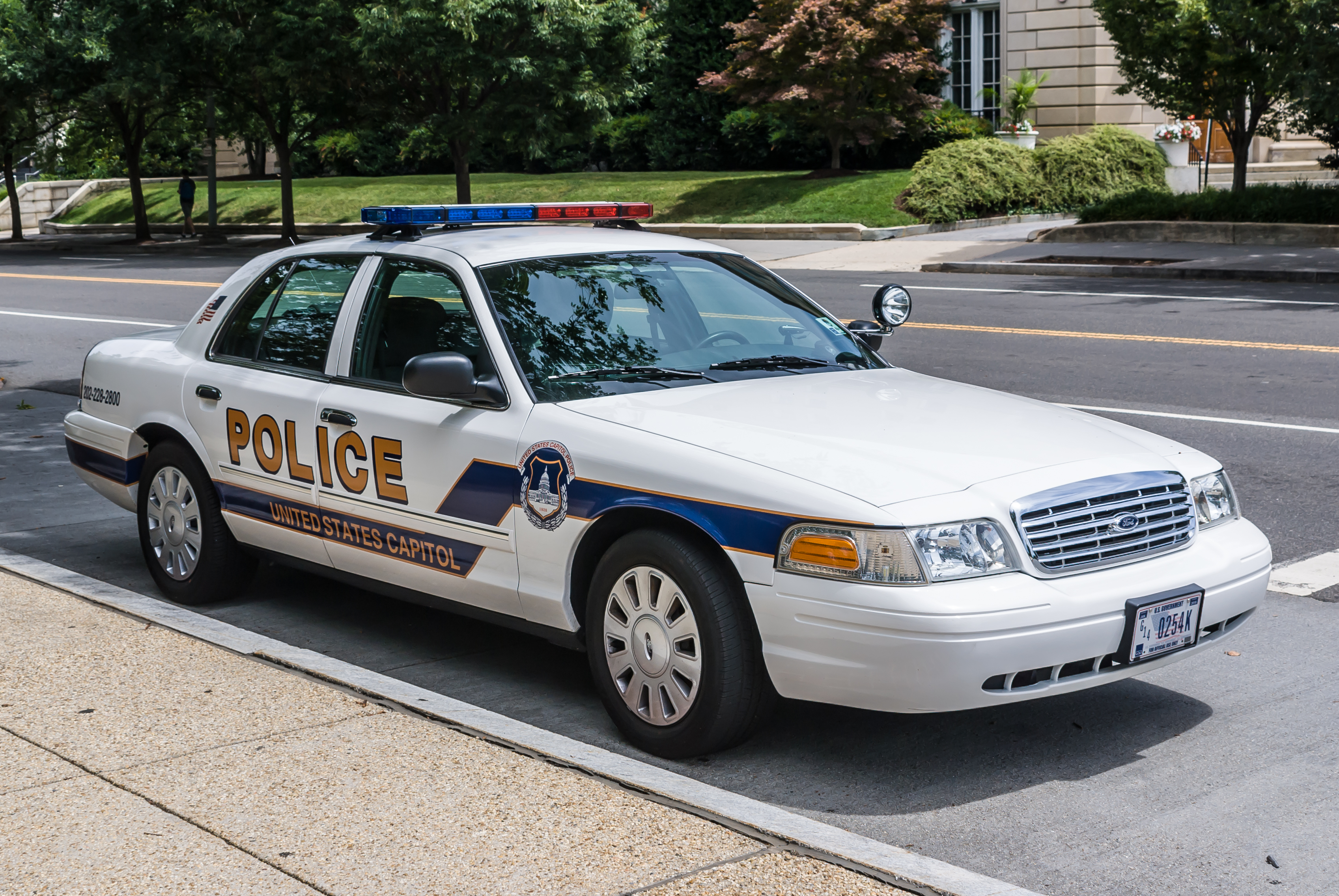
Polisbil av typ Ford Crown Victoria
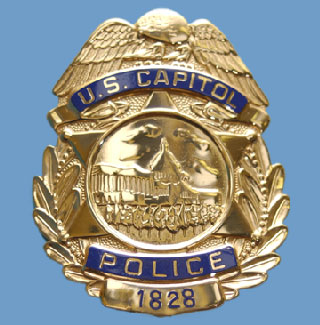
Polisbricka från USCP